# Немецкая национальная библиотека
Немецкая национальная библиотека (нем. Deutsche Nationalbibliothek; DNB) — центральная архивная библиотека и национальный библиографический центр Германии. Задачей этого учреждения, уникального для Германии, является коллекционирование, постоянное архивирование, всесторонняя обработка и сохранение документации и библиографических публикаций всего мира на немецком языке. Задача выполняется с 1913 года путём обработки немецких публикаций, иностранных публикаций о Германии, переводов немецких работ, а также работ немецкоговорящих эмигрантов, опубликованных в период 1933—1945 гг. Решается задача опубликования данных работ широкой аудитории.
Немецкая национальная библиотека поддерживает и развивает сотрудничество и внешние связи на национальном и международном уровнях. Так, DNB является ведущим партнёром и разработчиком библиографических стандартов и правил библиографии в Германии, также играя выдающуюся роль в деле развития международных библиотечных стандартов.
Сотрудничество с книгоиздателями регулируется законами о Немецкой лейпцигской библиотеке (нем. Deutsche Bücherei Leipzig) 1935 года, и законом о Немецкой франкфуртской библиотеке (нем. Deutsche Bibliothek Frankfurt am Main) 1969 года. Основные сферы деятельности поделены между отделениями в Лейпциге и Франкфурте-на-Майне, каждый из этих центров сфокусировал свою работу на каких-то специфических зонах ответственности. Третий центр, Германский музыкальный архив (нем. Deutsches Musikarchiv Berlin), основанный в 1970 году в Берлине и в 2010 году перенесённый в Лейпциг, работает со всем связанным с музыкальной отраслью архивированием (как аудиозаписями, так и печатными документами).

## История

### Предыстория создания и создание. Первая библиотека в Лейпциге

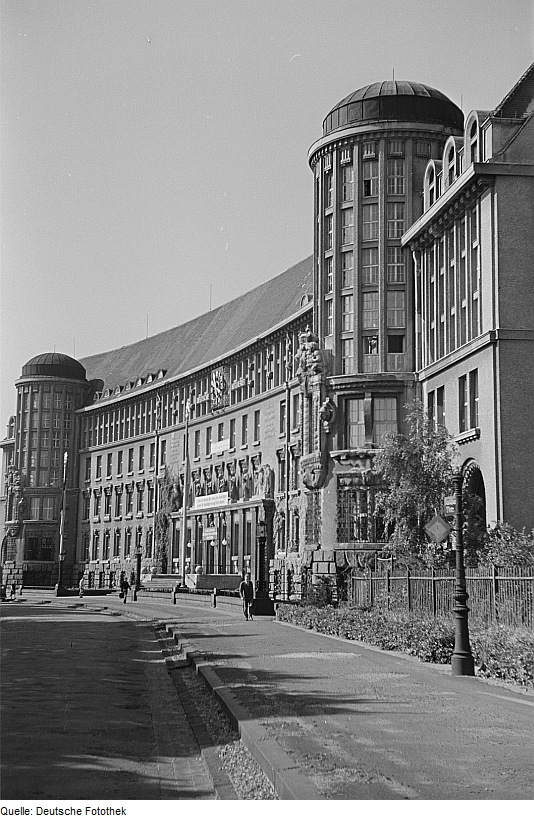
Лейпцигская библиотека (1955 г.)

Уже в 1848 году существовали планы по созданию общенемецкой национальной библиотеки. После реставрации в то время все фолианты не использовались как книги, а выставлялись в Германском национальном музее в Нюрнберге. В 1912 году Лейпциг, место проведения ежегодной Лейпцигской книжной ярмарки, а также королевство Саксония и ассоциация немецких книготорговцев (нем. Börsenverein der Deutschen Buchhändler) пришли к договорённости по вопросу об основании Германской Национальной Библиотеки, расположенной в Лейпциге. Начиная с 1 января 1913 года, в систематическом порядке были отобраны все публикации на немецком языке (включая также и книги из Австрии и Швейцарии). В тот же год доктор Густав Валь (Dr. Gustav Wahl) был избран первым её директором.

### Послевоенные годы. Создание второй библиотеки
В 1946 году доктор Георг Курт Шауэр, Генрих Кобет, Витторио Клостерманн и профессор Ганс Вильгельм Эппельсхаймер, директор Франкфуртской университетской библиотеки, инициировали повторное основание Немецкого архива, расположенного теперь во Франкфурте-на-Майне. Федеральные представители книготорговцев на оккупированной США территорией согласились с предложением, а городские власти Франкфурта-на-Майне дали соглашение, выступая, в свою очередь, как источник финансирования проекта и источник подбора персонала. Военное правительство США дало своё согласие.
Библиотека начала свою работу в курительной комнате бывшей библиотеки Ротшильда, служившей разбомбленной во время войны библиотеке местом временного пристанища. Как результат такого рода ситуации, в Германии существовали две библиотеки, выполнявшие функции главного государственного книгохранилища и государственной библиотеки — для ГДР и ФРГ соответственно. Таким образом возникли два библиотечных каталога, практически идентичные по своему содержанию.

### Современный этап развития. Объединение.

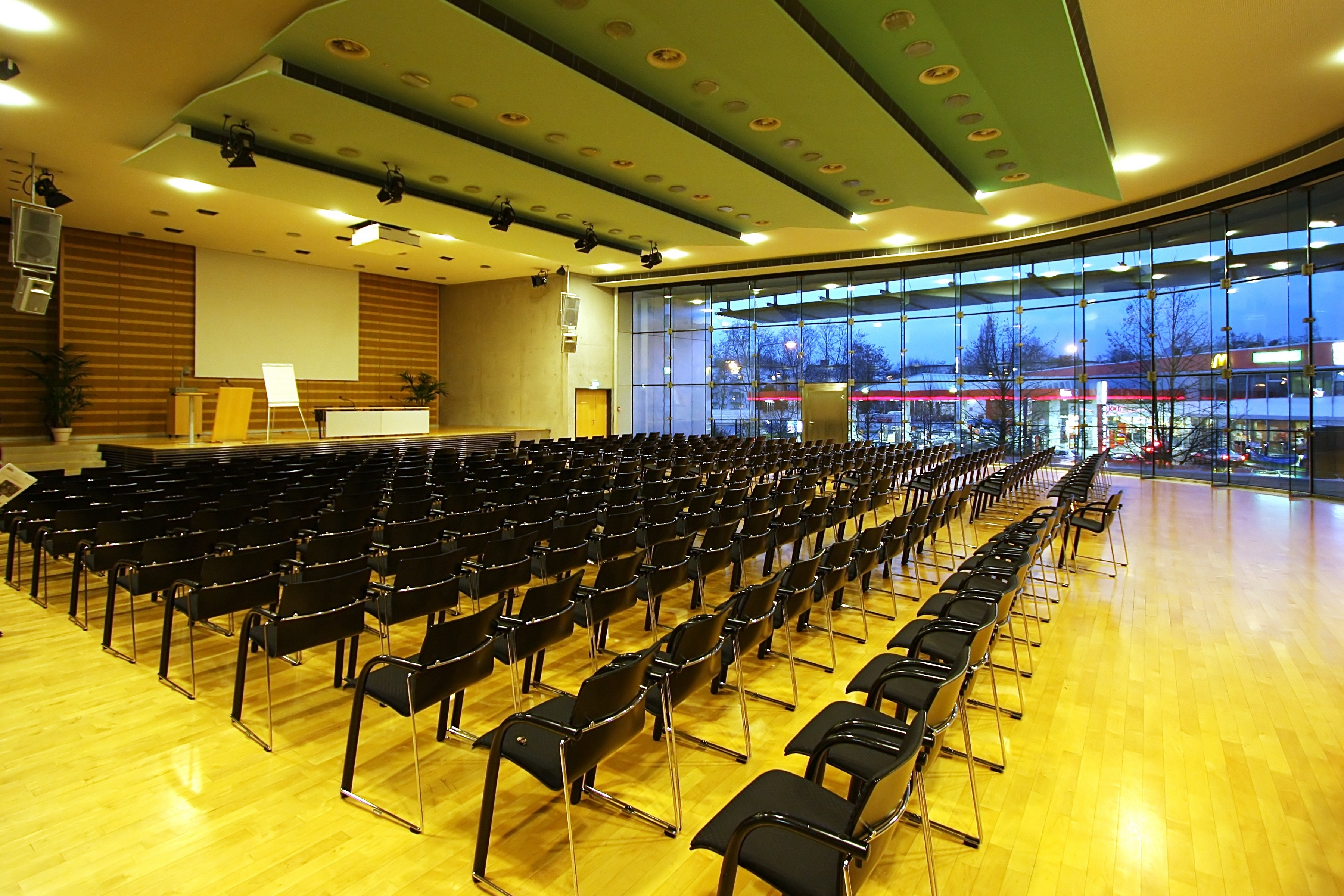
Банкетный зал Франкфуртского отделения библиотеки. 24 ноября 2008 года.

С объединением Германии, произошедшем 3 октября 1990 года, лейпцигский и франкфуртский филиалы были слиты воедино в новом образовании, получившем название Немецкая Библиотека (нем. Die Deutsche Bibliothek). 29 июня 2006 года в силу вступил «Закон о Немецкой Национальной Библиотеке». Развитие библиотечных собраний (включая также и онлайн-публикации) проводится посредством направленного курса на собирание, каталогизирование и хранение всех публикаций как части всенемецкого культурного наследия. Главный управленческий орган библиотеки, Административный совет, был расширен, и включил в себя двух представителей Бундестага. Законом также были изменены названия самой библиотеки и её составляющих во Франкфурте-на-Майне, Лейпциге и Берлине на «Deutsche Nationalbibliothek».
В 2010 году Германский музыкальный архив был перенесён из Берлина в Лейпциг; при этом лейпцигский филиал национальной библиотеки был расширен, получив новое здание, в котором, кроме прочего, разместилась обновлённая экспозиция Германского музея книги и письменности (нем. Deutsches Buch- und Schriftmuseum).
Также в Лейпциге располагается международная специализированная Библиотека Холокоста имени Анны Франк (нем. Anne-Frank-Shoah-Bibliothek), основанная в 1992 году в Базеле.

## Общая информация

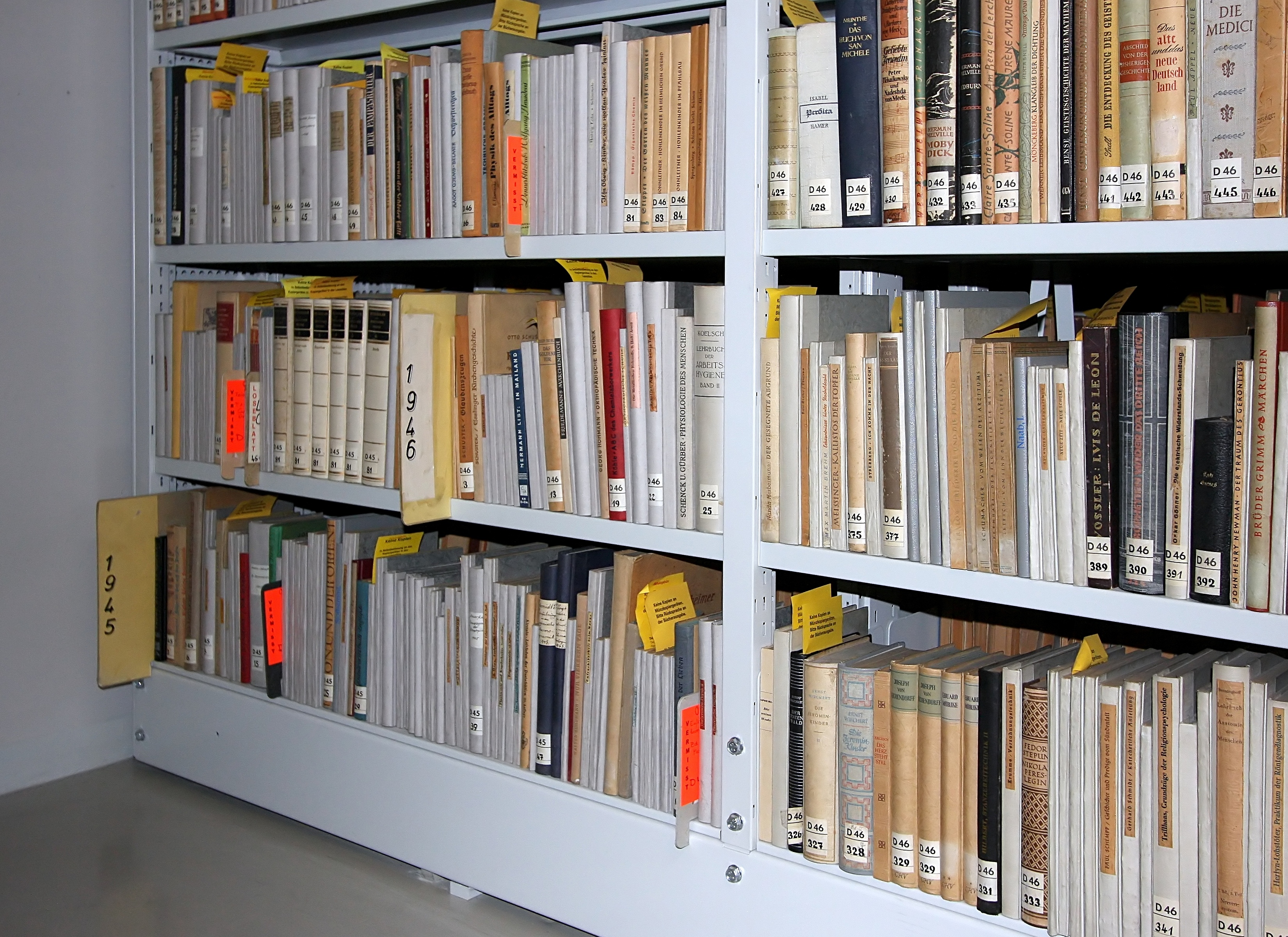
Полки книгохранилища библиотеки. Франкфуртский филиал, 24 ноября 2008 года.

### Депозитарий
- Всего в настоящий момент в филиалах библиотеки хранится 24 млн. 100 тысяч единиц. в том числе:
  - в Лейпциге: более 15 млн единиц
  - во Франкфурте-на-Майне: 8.3 млн единиц

### Координаты филиалов
Лейпциг (нем. Deutsche Bücherei Leipzig): Географические координаты: 51°19′20″ с. ш. 12°23′48″ в. д.. Адрес: Deutscher Platz 1, 04103 Leipzig
Франкфурт-на-Майне (нем. Deutsche Bibliothek Frankfurt am Main): Географические координаты: 50°07′51″ с. ш. 8°40′59″ в. д.. Адрес: Adickesallee 1, 60322 Frankfurt am Main

## Иллюстрации

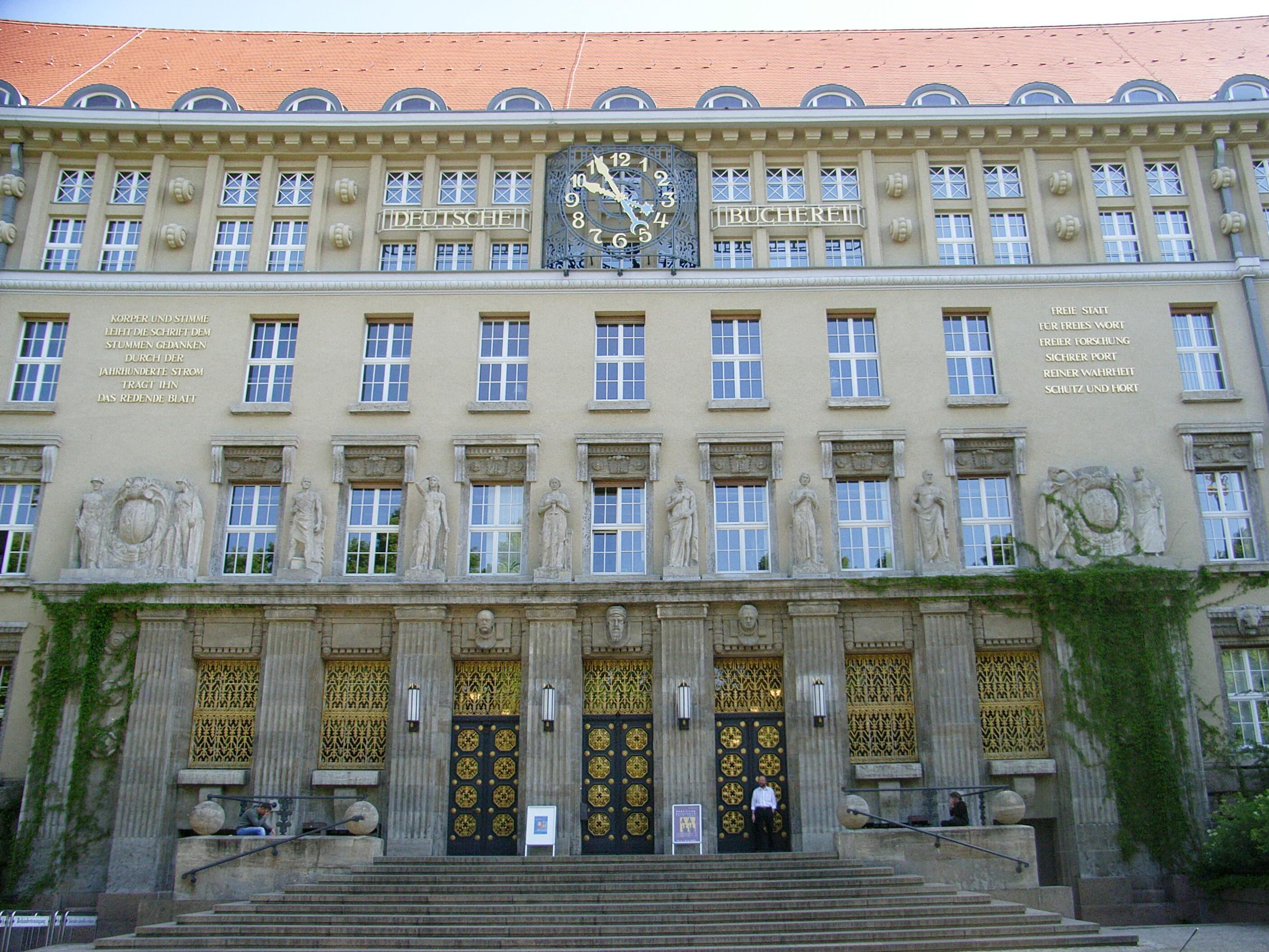
Лейпцигский филиал. Главный вход в здание библиотеки
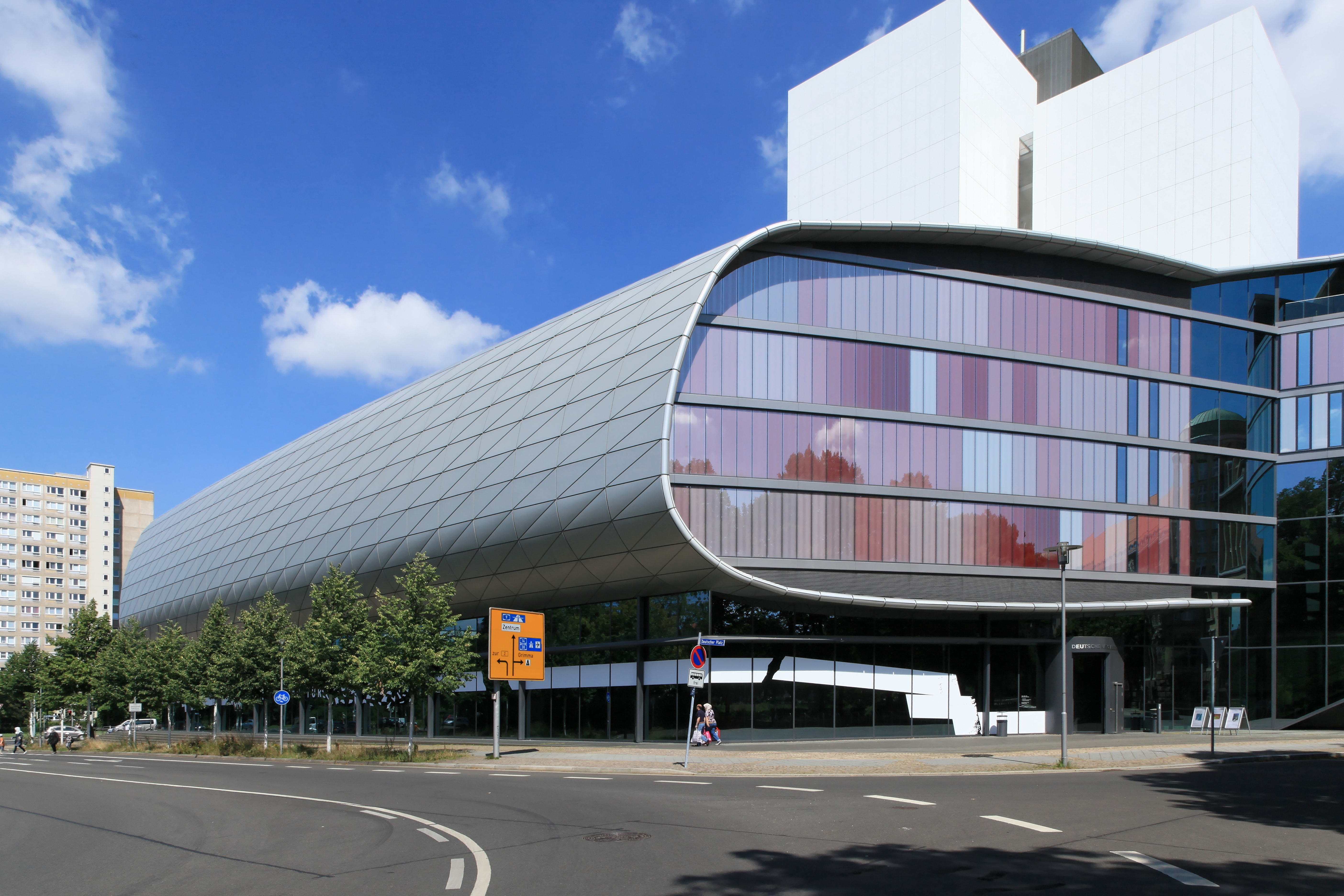
Лейпцигский филиал. Здание Музыкального архива и Музея книги
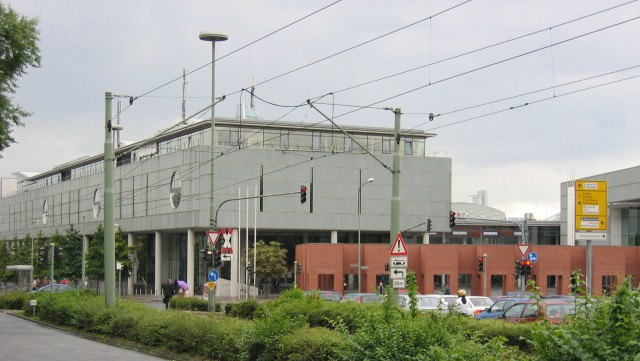
Филиал во Франкфурте-на-Майне
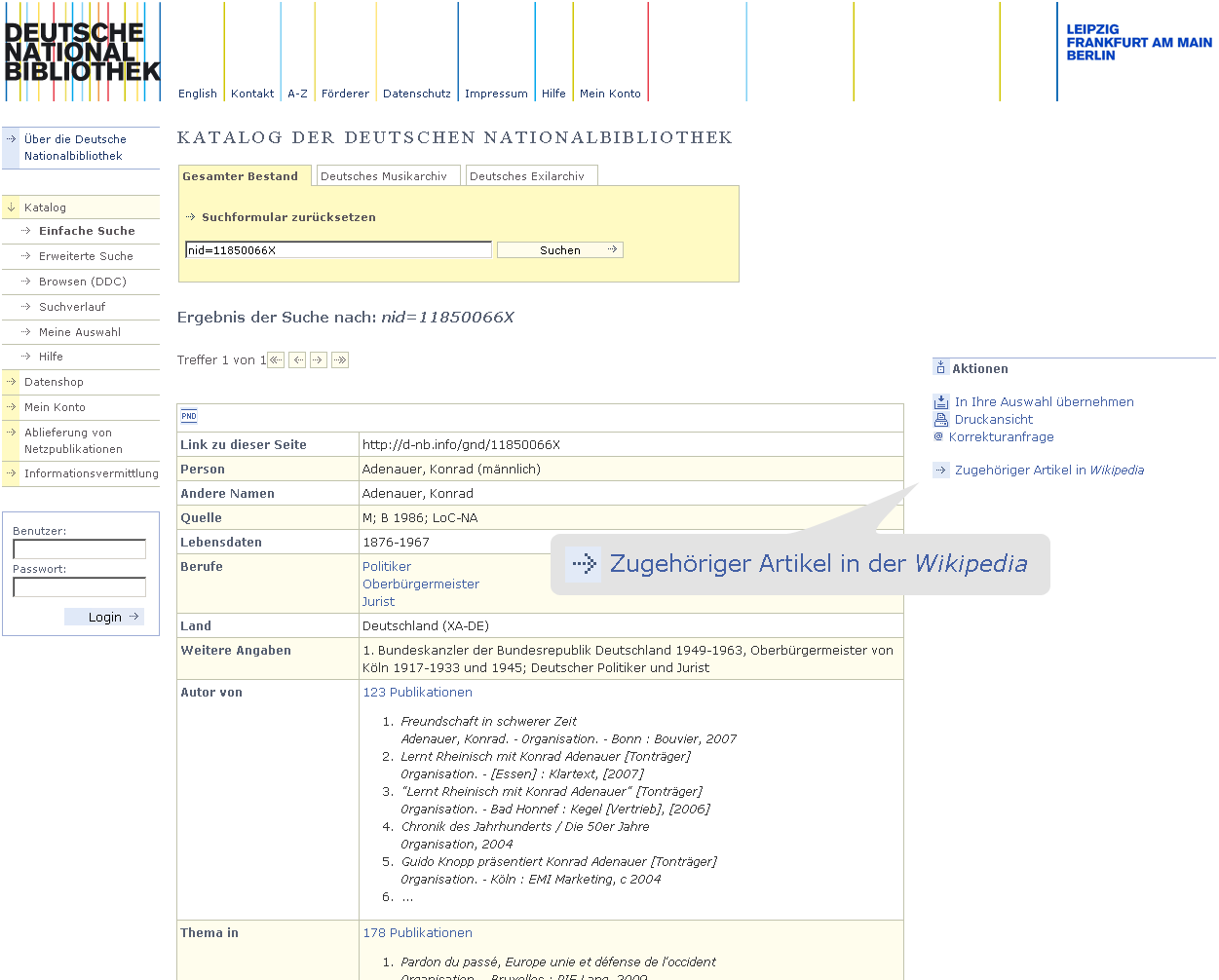
Сайт библиотеки. Отображены результаты поиска на запрос «Конрад Аденауэр»